# 로쿠이치!후쿠오카
로쿠이치!후쿠오카(ロクいち!福岡)은 NHK 후쿠오카 방송국에서 제작되어 방영되고 있는 저녁 뉴스 정보 프로그램이다.

## 소개
매주 월요일부터 금요일 저녁 6시 10분에 NHK 종합 텔레비전에서 방영되고 있는 이 프로그램은 2015년 3월 30일에 첫방송 되었다. 오늘 하루동안 있었던 후쿠오카현 지역의 뉴스와 생활정보를 전해주는 프로그램이다.

## 방송 시간
- 월 ~ 금 저녁 6시 10분 ~ 7시(50분)

## 역대 진행자
- 이노우에 지로 NHK 아나운서: 2015년 3월 30일 - 2018년 3월 30일
- 오미 유리에 NHK 아나운서: 2015년 3월 30일 ~ 2016년 2월 26일
- 하야시다 리사 NHK 아나운서: 2016년 2월 29일 ~ 2018년 3월 30일